# 刚毛蛇头荠
刚毛蛇头荠（学名：Dipoma iberideum var. dascarpum）为十字花科蛇头荠属下的一个变种。

## 扩展阅读
- 維基物種上的相關：刚毛蛇头荠